# Pilori de Rua
Le pilori de Rua (en portugais : Pelourinho de Rua) se trouve dans la freguesia de Rua, du concelho de Moimenta da Beira, dans le district de Viseu, au Portugal.
Ce pilori manuélin construit au XVIe siècle se dresse au bord de la Rua Afonso Ribeiro Escritor ; il est classé comme Imóvel de Interesse Público depuis 1915.

## Référence
1. ↑   (en + pt) DGPC, « Notice no 71218 », sur Património Cultural Imóvel.
2. ↑  (pt) « Pelourinho de Rua », sur le site visitarportugal.pt (consulté le 28 novembre 2017)